# ألفرد سكوت
ألفرد سكوت (28 أكتوبر 1901 في نيوزيلندا - 5 يناير 1984) (بالإنجليزية: Alfred Scott)‏ هو لاعب كريكت نيوزلندي.

## وصلات خارجية
- ألفرد سكوت على موقع إي آس بي آن كريك إنفو (الإنجليزية)